# Euphrosine abyssalis
Euphrosine abyssalis är en ringmaskart som beskrevs av Kudenov 1993. Euphrosine abyssalis ingår i släktet Euphrosine och familjen Euphrosinidae. Inga underarter finns listade i Catalogue of Life.